# International Maritime Employers Committee
Das International Maritime Employers Committee (IMEC) ist der internationale Arbeitgeberverband der Reedereien mit Sitz in London.
Nach eigenen Angaben repräsentiert das IMEC über 100 Schifffahrtsgesellschaften mit mehr als 5500 Schiffen und 145.000 Seeleuten. 
Besondere Bedeutung kommt dem IMEC als Arbeitgebervertretung in den Tarifverhandlungen mit der ITF zu, in der für Mitglieder international verbindliche Tarifabschlüsse verhandelt werden.